# جوزيف ديكسون (سياسي أمريكي)
جوزيف ديكسون (بالإنجليزية: Joseph Dickson)‏ هو سياسي أمريكي، ولد في 1 أبريل 1745 في مقاطعة تشيستر في الولايات المتحدة، وتوفي في 1 أبريل 1825 في مقاطعة روثرفورد في الولايات المتحدة. حزبياً، نشط في الحزب الفيدرالي الأمريكي. وقد انتخب عضو مجلس ولاية كارولاينا الشمالية وانتخب عضو مجلس النواب الأمريكي.